# Чъхоан
Чъхоан (также пишется ǂHõã, ‡Hoa, ‡Hoã, ǂHûân, |Hû, |Hua, ‡Hua-Owani или в родной орфографии ǂHȍȁn, а иногда определяется как Восточный чъхоан) — койсанский язык Ботсваны. Было доказано, что язык связан с языками жу. Этот язык вымирает. Текущее количество носителей языка менее 60 человек, большинство из них в возрасте около 60 лет. Язык больше не передается детям и внукам, чьим родным языком уже является язык банту[какой?], который является лингва-франка в этом районе.
Существует также диалект языка къхонг (чъхуа, ‡Hua), который имеет такое же название, но определяется как западный къхоан, и диалект саси.

## Ареал языка
На чъхоане говорят в юго-восточной части Ботсваны, к югу от заповедника Кхусте на южной окраине пустыни Калахари, около сел Тсваане, Дутлве, Мафибатсела, Мотокве, Кхекене и Салажве. Есть некоторые полу-носители в Кхудумелапе. Раньше на этом языке говорили в Тсиа, но там уже его носителей не осталось.

## Диалекты
Есть некоторые фонологические различия между чъхоаном, на котором говорят около села Дутве и на котором говорят около населённых пунктов Мотокве и Кхекене; диалект, на котором говорят около Салажве до сих пор не исследован. Коллинз (1998) сообщает что они «тесно связаны, взаимно понятные языки».

## Фонетика
Язык чъхоан имеет четыре уровня тона и один восходящий тон. Язык имеет также увулярные и губные клики.

### Клики
Как и языки группы таа, к которыми он ранее был классифицирован, чъхоан имеет пять видов кликов: губные, дентальные, альвеолярные, небные и боковые альвеолярные. Есть 13 сопровождений, для 65 потенциальных согласных кликов. Только 55 из этих звуков свидетельствует, хотя неизвестно, будет ли это связано с фактическим пробелом в фонемном инвентаре чъхоана, или просто это является отражением плохого знания лингвистов о языке чъхоан.
| Аккомпанитенты                                                         | Африккатифные клики | Африккатифные клики | Африккатифные клики | 'Острые' клики             | 'Острые' клики |
| ---------------------------------------------------------------------- | ------------------- | ------------------- | ------------------- | -------------------------- | -------------- |
| Аккомпанитенты                                                         | губные клики        | дентальные клики    | альвеолярные клики  | боковые альвеолярные клики | нёбные клики   |
| Звонкие велярные назальные                                             | ᵑʘ                  | ᵑǀ                  | ᵑǁ                  | ᵑǃ                         | ᵑǂ             |
| Звонкие велярные плозивные                                             | ᶢʘ                  | ᶢǀ                  | ᶢǁ                  | ᶢǃ                         | ᶢǂ             |
| Просто велярные                                                        | ʘ                   | ǀ                   | ǁ                   | ǃ                          | ǂ              |
| Аспиративные велярные плозивные                                        |                     | ǀʰ                  | ǁʰ                  | ǃʰ                         | ǂʰ             |
| Глоттализованные велярные плозивные (преназализованные между гласными) | ʘˀ (ᵑˀʘ)            | ǀˀ (ᵑˀǀ)            | ǁˀ (ᵑˀǁ)            | ǃˀ (ᵑˀǃ)                   | ǂˀ (ᵑˀǂ)       |
| Задерживающиеся аспиративные (преназализованные между гласными)        |                     |                     | ᵑ̊ǁʰ (ᵑǁʰ)           | ᵑ̊ǃʰ (ᵑǃʰ)                  | ᵑ̊ǂʰ (ᵑǂʰ)      |
| Complex clicks                                                         |                     |                     |                     |                            |                |
| Преглоттализованные велярные назальные                                 | ˀᵑʘ                 | ˀᵑǀ                 | ˀᵑǁ                 | ˀᵑǃ                        | ˀᵑǂ            |
| Преназальзованные звонкие увулярные плозивные                          |                     | ᶰǀɢ                 | ᶰǁɢ                 |                            | ᶰǂɢ            |
| Tпросто увулярные плозивные                                            |                     | ǀq                  | ǁq                  | ǃq                         | ǂq             |
| Аспиративные увулярные плозивные                                       |                     | ǀqʰ                 | ǁqʰ                 |                            | ǂqʰ            |
| Глухие увулярные аффрикаты                                             | ʘq͡χ                 | ǀq͡χ                 | ǁq͡χ                 | ǃq͡χ                        | ǂq͡χ            |
| Увулярные абруптивы                                                    |                     | ǀqʼ                 | ǁqʼ                 | ǃqʼ                        | ǂqʼ            |
| Увулярные абруптивные аффрикаты                                        | ʘq͡χʼ                | ǀq͡χʼ                | ǁq͡χʼ                |                            | ǂq͡χʼ           |

## Грамматика
Система предложения в языке чъхоан — SVO (см. примеры у Коллинза 2001, 2002, 2003). Порядок SVO слово в чъхоане и других нецентральнокойсанских языках отличает их от языка нама и других центральнокойсанских языках, которые имеют систему SOV. Чъхоан имеет номинальные послелоги, которые используются для локативного отношения (см. Collins 2001).
Грамматика языка чъхоан характеризуется рядом особенностей, общих для нецентральных койсанских языках. Во-первых, это сложная система именных и глагольных словесных номеров. Во-вторых, есть система словесных соединений. В-третьих, существует общая цель предлога (именуемые компоновщика в Collins 2003), которая появляется между пост-вербальными компонентами.